# Mrówka grzybiarka
Mrówka grzybiarka (Acromyrmex octospinosus) – gatunek owada z rodziny mrówkowatych.
Występują na terenie Ameryki Środkowej i Południowej. Ich pożywieniem są grzyby, które mrówki te hodują. Ścinają liście, następnie zanoszą je do mrowiska. Po kilku tygodniach wyrastają na nich grzyby. Mrówki je zjadają oraz podają larwom. Mrówka grzybiarka może podnieść liść, który waży 50 razy więcej od niej.
Dawniej sądzono, że mrówki używają liści do wyściełania komór, by chronić gniazdo i potomstwo przed zalaniem podczas ulew, lub do regulacji temperatury w mrowisku. Właściwy cel tych „wypraw po liście” odkrył Thomas Belt. Wykazał on, że większość komór w gniazdach mrówek Atta jest wypełniona brązową masą złożoną z przeżutych liści. Na tej masie rozwijają się strzępki grzybów, które mrówki hodują jako źródło pożywienia. Za pokarm służa mrówkom napęczniałe końcówki strzępek zwane gongylidiami.
Mrówki te często nazywane są mrówkami parasolowymi, ponieważ niosąc kawałki liści w żuwaczkach, przypominają postacie trzymające parasole.